# Królewska Droga św. Jakuba

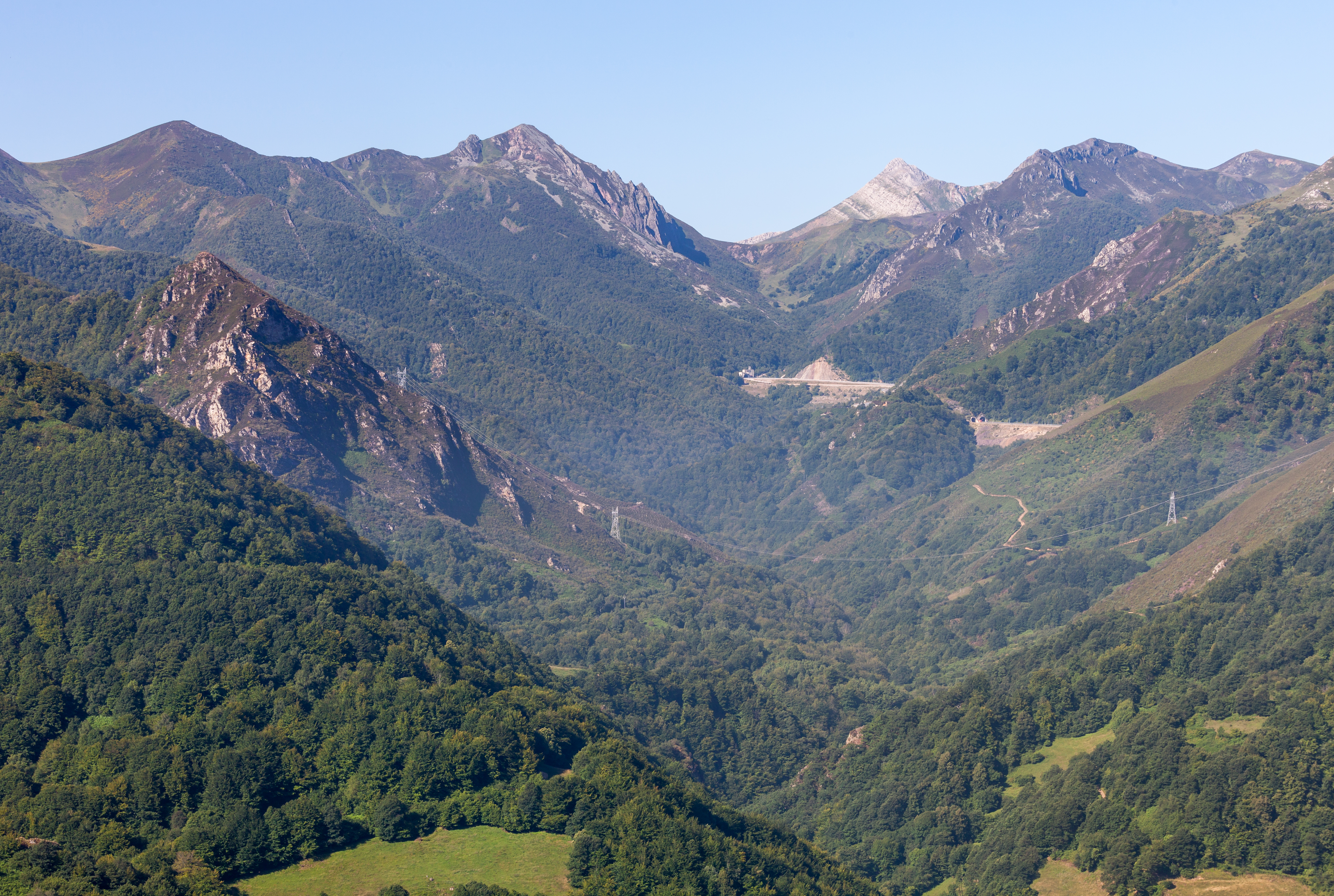
Widok z przełęczy Pajares

Królewska Droga św. Jakuba, hiszp. La Ruta Jacobea Real, Camino Real lub Camino de San Salvador – jeden ze szlaków w ramach dróg św. Jakuba. Prowadzi z León do Oviedo. Stanowi swoiste połączenie Camino Frances z Camino Primitivo i Camino del Norte. Ważniejsze miasta mijane po drodze to m.in.: Pola de Lena.

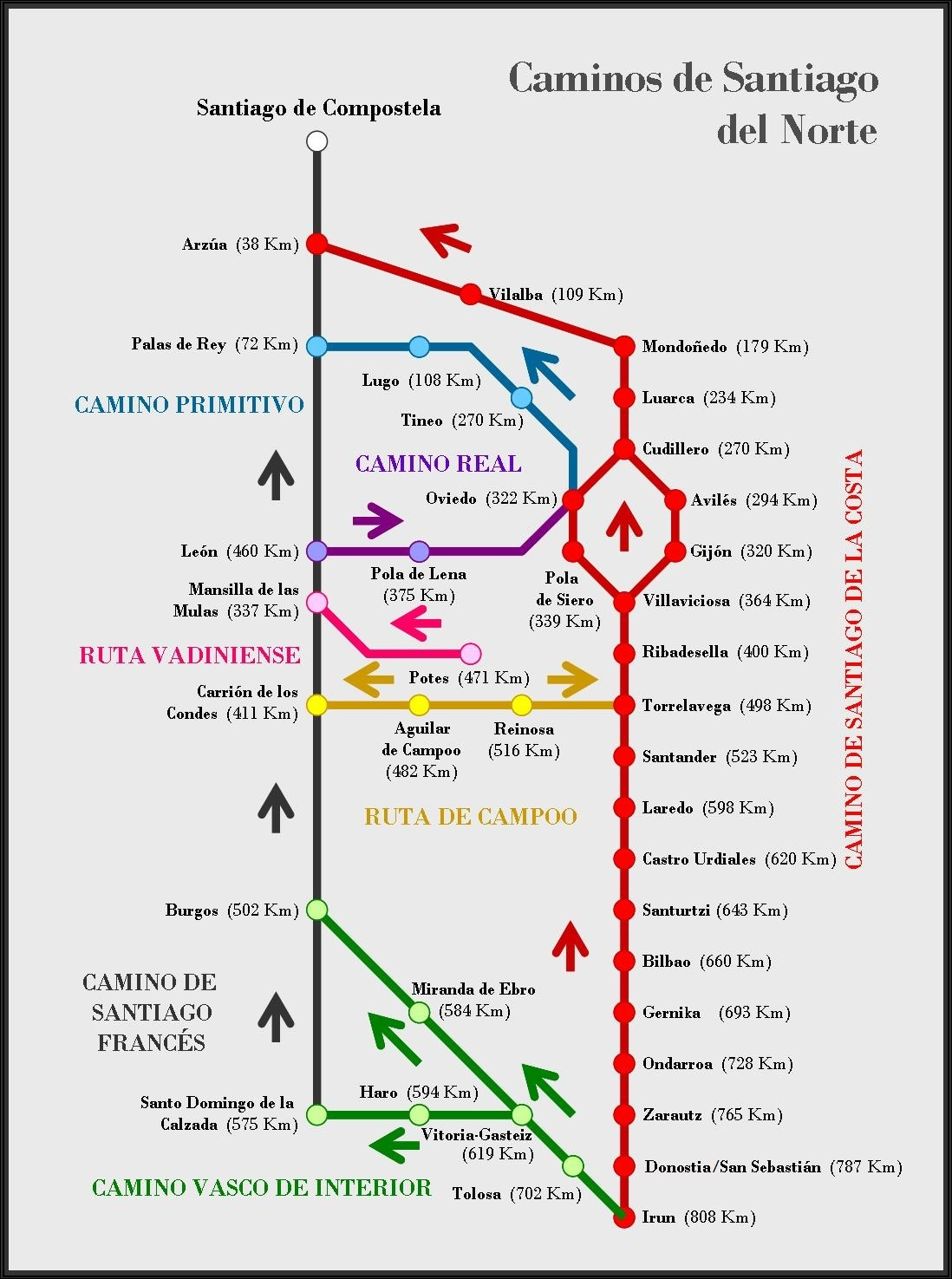
Schemat najważniejszych Dróg św. Jakuba w Hiszpanii z zaznaczoną Camino Real

Camino de San Salvador ma długość 120 km, licząc z León do Oviedo.

## Trasa
- León
- Carbajal de la Legua (Sariegos)
- Cabanillas (Cuadros)
- La Robla
- Puente de Alba (La Robla)
- Nocedo de Gordón (La Pola de Gordón)
- La Pola de Gordón
- Beberino (La Pola de Gordón)
- Buiza (La Pola de Gordón)
- Villasimpliz (La Pola de Gordón)
- Villamanín (La Tercia)
- Villanueva de la Tercia (La Tercia)
- Busdongo (La Tercia)
- Arbas del Puerto (La Tercia)
- Pajares/Payares (Lena)
- Flor de Acebos (Lena)
- Romía (Lena)
- Navedo (Lena)
- Puente de los Fierros (Lena)
- Herías (Lena)
- Campomanes (Lena)
- Pola de Lena (Lena)
- Villallana (Lena)
- Uxo (Mieres) 	Asturias
- Mieres del Camino (Mieres)
- La Peña (Mieres)
- Rebollada (Mieres)
- Casares (Quirós)
- Olloniego (Oviedo)
- Oviedo/Uvieu